# Bahnhof Nové Zámky
Der Bahnhof Nové Zámky ist ein Bahnhof in der slowakischen Stadt Nové Zámky. In dem regionalen Eisenbahnknoten zweigen von der zweigleisigen Bahnstrecke Bratislava–Budapest die Bahnstrecke Nové Zámky–Šurany und die Bahnstrecke Nové Zámky–Komárom ab.

## Lage
Der Bahnhof befindet sich nördlich des Stadtzentrums von Nové Zámky am Platz Námestie republiky.

## Geschichte
Der Bahnhof in Nové Zámky gehört zu den ältesten der Slowakei und wurde am 16. Dezember 1850 in der damals deutsch Neuhäusel, ungarisch Érsekújvár genannten Stadt im Kaisertum Österreich als Teil der Strecke Pressburg–Waitzen der k.k. Südöstlichen Staatsbahn eröffnet. Zusammen mit den früher fertiggestellten Strecken erhielt die Stadt eine direkte Bahnverbindung nach Wien und Pest. Zu diesem Anlass feierte János Scitovszky, Erzbischof von Gran, einen Gottesdienst im Bahnhof.
Das Aussehen des ursprünglichen Empfangsgebäudes ist nicht bekannt. Es wurde 1873 durch einen Neubau ersetzt. 1892 entstand in der Nähe ein großes Betriebswerk. Zum Knoten wurde der Bahnhof im Jahr 1900, als eine neue Verbindung nach Surány (heute: Šurany) entstand, womit Reisende Richtung Neutratal den Umweg über Tótmegyer (heute: Palárikovo) nicht mehr in Kauf nehmen mussten. Eine weitere Verbindung nach Komárom wurde 1910 eröffnet.
Eine Besonderheit des Bahnhofs war eine Zigeunerkapelle, die in der zweiten Hälfte des 19. Jahrhunderts ankommende sowie abfahrende Züge mit ihrer Musik begleitete, dabei war oft der Rákóczi-Marsch zu hören.
Nach dem Ersten Weltkrieg und dem Vertrag von Trianon kam die Stadt zur neu entstandenen Tschechoslowakei, somit trug der Bahnhof zum ersten Mal den offiziellen slowakischen Namen Nové Zámky. Mit dem Ersten Wiener Schiedsspruch wurde Nové Zámky als Érsekújvár Teil von Horthys Ungarn und verblieb dort bis kurz vor dem Ende des Zweiten Weltkriegs. Als strategisch wichtiger Punkt für den Nachschub von deutschen Truppen geriet der Bahnhof, wie auch die übrige Stadt, ins Visier alliierter Luftverbände. Drei Luftangriffe am 7. und 14. Oktober 1944 sowie am 14. März 1945 zerstörten praktisch den gesamten Bahnhofsbereich, das Betriebswerk sowie die nahe Eisenbahnerkolonie.

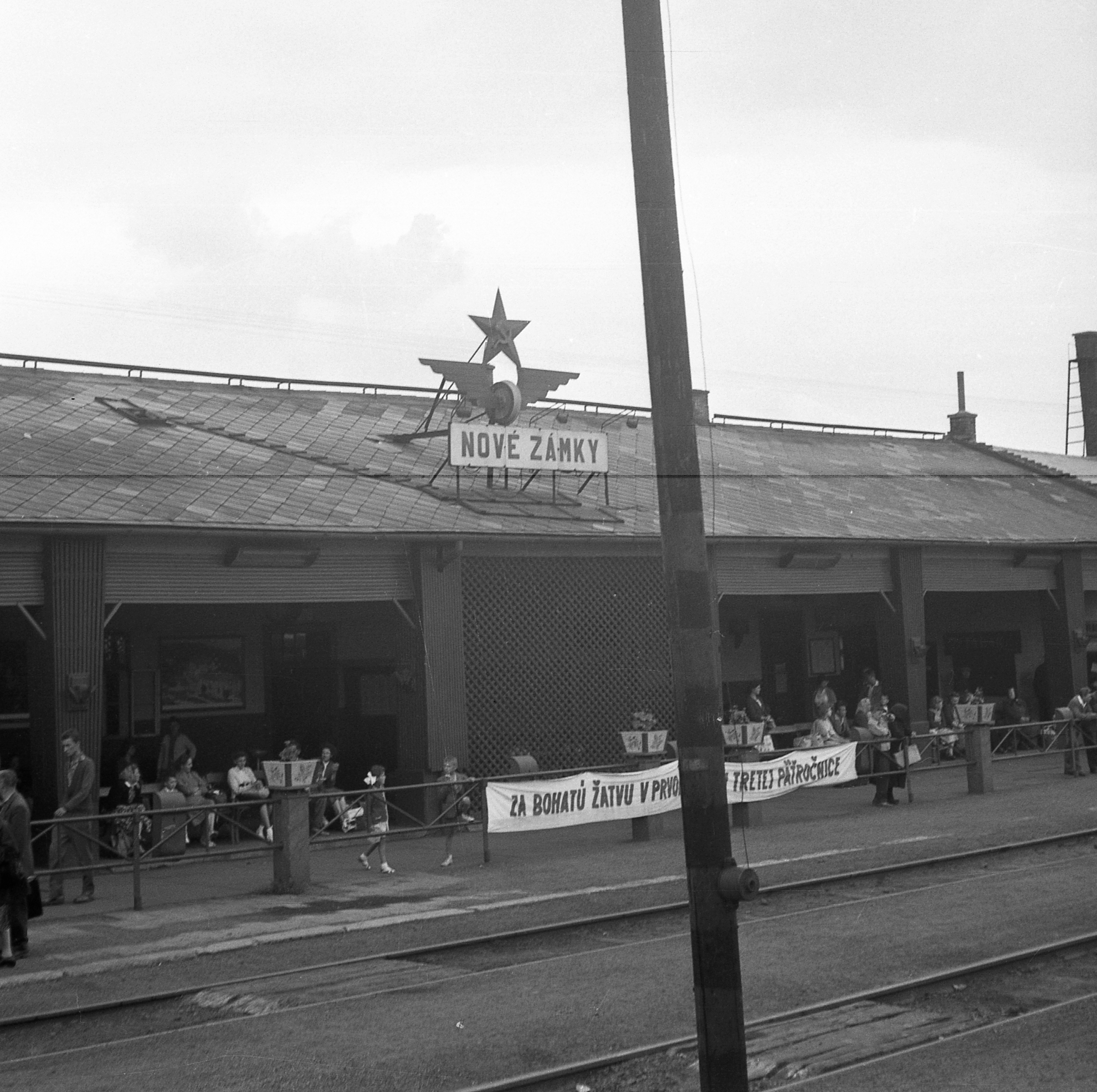
Der Bahnhof in den 1960er Jahren

Nach der Wiederherstellung der Tschechoslowakei wurde anstelle des zerstörten Empfangsgebäudes nur ein einstöckiges Provisorium gebaut. Erst 1966 begann der Wiederaufbau des Betriebswerks sowie der Bau eines repräsentativen Gebäudes im Stil der Moderne, das vom slowakischen Architekten Vojtech Fifik entworfen wurde. Das neue Empfangsgebäude wurde am 22. Mai 1971 eröffnet, das Betriebswerk wurde erst 1974 fertiggestellt.
Die Eisenbahninfrastruktur des Bahnhofs gehört heute der Železnice Slovenskej republiky (ŽSR). Die Züge werden von der Železničná spoločnosť Slovensko (ZSSK) betrieben.
Seit 2024 ist das Empfangsgebäude Nationales Kulturdenkmal der Slowakei.

## Kursbuchstrecken
- 130 Bratislava–Štúrovo–Szob (MÁV)
- 135 Nové Zámky–Komárno–Komárom (MÁV)
- 140 Nové Zámky–Prievidza
- 150 Nové Zámky–Zvolen
- 151 Nové Zámky–Zlaté Moravce